# Lophochorista klagesi
Lophochorista klagesi är en fjärilsart som beskrevs av Louis Beethoven Prout 1933. Lophochorista klagesi ingår i släktet Lophochorista och familjen mätare. Inga underarter finns listade i Catalogue of Life.